# Luxemburgische Eishockeyliga 2001/02
Die Saison 2001/02 war die sechste Spielzeit der luxemburgischen Eishockeyliga, der höchsten luxemburgischen Eishockeyspielklasse. Meister wurde zum insgesamt sechsten Mal in der Vereinsgeschichte Tornado Luxembourg.

## Hauptrunde
|    | Klub               |
| -- | ------------------ |
| 1. | Tornado Luxembourg |
| 2. | Rapids Remich      |
| 3. | IHC Beaufort       |

Sp = Spiele, S = Siege, U = Unentschieden, N = Niederlagen